# Đăng Hà
Đăng Hà là một xã thuộc huyện Bù Đăng, tỉnh Bình Phước, Việt Nam.
Xã Đăng Hà có diện tích 200,05 km², dân số năm 1999 là 4.577 người, mật độ dân số đạt 23 người/km².